# 宝のワルツ
『宝のワルツ』（たからのワルツ、ドイツ語: Schatz-Walzer）作品418は、ヨハン・シュトラウス2世が作曲したウィンナ・ワルツ。

## 楽曲解説
オペレッタ『ジプシー男爵』に登場する3拍子のメロディーを集めて構成されたワルツ。1885年11月22日、シュトラウス日曜コンサートにおいて、ヨハン2世自身の指揮で初演された。曲名は、オペレッタ『ジプシー男爵』の中で「宝物」を見つけたときに流れるメロディーに由来している。

序奏